# Ломовая (приток Каквы)
Ломовая — река в России, протекает по Свердловской области. Устье реки находится в 141 км по правому берегу реки Каква. Длина реки составляет 12 км.
Система водного объекта: Каква → Сосьва → Тавда → Тобол → Иртыш → Обь → Карское море.

## Данные водного реестра
По данным государственного водного реестра России относится к Иртышскому бассейновому округу, водохозяйственный участок реки — Сосьва от истока до водомерного поста у деревни Морозково, речной подбассейн реки — Тобол. Речной бассейн реки — Иртыш.
Код объекта в государственном водном реестре — 14010502412111200010431.